# Virtajaure
Virtajaure är en sjö i Gällivare kommun i Lappland och ingår i Luleälvens huvudavrinningsområde. Sjön har en area på 2,54 kvadratkilometer och ligger 646 meter över havet. Virtajaure ligger i Sjaunja Natura 2000-område. Sjön avvattnas av vattendraget Virtajåkkå.

## Delavrinningsområde
Virtajaure ingår i det delavrinningsområde (747826-163615) som SMHI kallar för Utloppet av Virtajaure. Medelhöjden är 674 meter över havet och ytan är 9,73 kvadratkilometer. Det finns inga avrinningsområden uppströms utan avrinningsområdet är högsta punkten. Virtajåkkå som avvattnar avrinningsområdet har biflödesordning 2, vilket innebär att vattnet flödar genom totalt 2 vattendrag innan det når havet efter 275 kilometer. Avrinningsområdet består mestadels av skog (20 procent) och kalfjäll (54 procent). Avrinningsområdet har 2,54 kvadratkilometer vattenytor vilket ger det en sjöprocent på 26,1 procent.